# Vladimir Firm
Vladimir Firm (5. června 1923 Záhřeb – 27. listopadu 1996 Záhřeb) byl chorvatsko-jugoslávský fotbalista. Byl součástí jugoslávského týmu na Letních olympijských hrách 1952, ale nehrál v žádném zápase.

## Reprezentační kariéra
Firm debutoval za Jugoslávii v červnu 1947 v přátelském utkání proti Rumunsku a celkem si připsal 3 zápasy, ve kterých nevstřelil žádný gól. Jeho posledním mezinárodním zápasem byl kvalifikační zápas na mistrovství světa v prosinci 1949 proti Francii.